# Live! (álbum de Bob Marley)
Live! es un álbum en vivo de Bob Marley & The Wailers, lanzado el 5 de diciembre de 1975. Live! fue grabado el 18 y 19 de julio de 1975 en el Teatro Lyceum de Londres.
Como el título indica, Bob Marley & The Wailers capturaron su mejor rendimiento en el Lyceum Ballroom de Londres durante la última etapa de la gira Natty Dread en el Reino Unido. Con mucha energía apasionada en un ciclo constante entre la banda y la audiencia, provoca como resultado que esta sea una de las grabaciones de conciertos más memorables de la era pop de la música. Con la presencia de Al Anderson en la guitarra durante las sesiones de grabación de su anterior álbum, Natty Dread, The Wailers se inmortalizaban en la conciencia del público de la música rock. Pero las canciones preferidas del público se hacen notar en los rugidos de aprobación cuando suenan las primeras notas de "Them Belly Full (But We Hungry)", "I Shot del Sheriff", y "Kinky Reggae". Del mismo modo, "No Woman, No Cry" provoca que el público cante más fuerte que los propios músicos. Con esta evidencia, no se puede negar que Bob Marley & The Wailers eran cada vez iconos más importantes de la música pop. Además, Live! pone de evidencia el talento subestimado de The Wailers como músicos. Obras más antiguas como "Burnin 'and Lootin'" y "I Shot the Sheriff" se benefician enormemente de puntuación con el agregado del teclado de Tyrone Downie y los coros de las I-Threes.

## Listado de canciones
Todas las canciones escritas por Bob Marley, excepto las que se indiquen.
1. "Trenchtown Rock" - 4:23
2. "Burnin' And Lootin'" - 5:11
3. "Them Belly Full (But We Hungry)" (Lecon Cogill/Carlton Barrett) - 4:36
4. "Lively Up Yourself" - 4:33
5. "No Woman, No Cry" (Vincent Ford) - 7:07
6. "I Shot The Sheriff" - 5:18
7. "Get Up, Stand Up" (Bob Marley/Peter Tosh) - 6:32
8. "Kinky Reggae" (Bonus track agregado en 2001) - 7:35

La lista completa de canciones que se tocaron esa noche fue: Trench Town Rock, Slave Driver, Burnin' & Lootin', Concrete Jungle, Kinky Reggae, Midnight Ravers, Lively Up Youself, No Woman No Cry, Rebel Music, Them Belly Full (But We Hungry), Natty Dread, I Shot The Sheriff, Nice Time, Talkin' Blues, Bend Down Low, So Jah Seh, Get Up Stand Up.

## Anécdotas
Al principio del concierto, mientras que el grupo llegaba al escenario, Tony Garnett lee un manifiesto contra el ahorcamiento de un joven negro en una prisión inglesa.
Dos meses antes de la grabación de Live!, Bob Marley se había reunido con Peter Tosh y Bunny Wailer en el Estadio Nacional de Kingston para un concierto especial para la apertura del concierto, donde presentarían a Stevie Wonder. Esta fue la última actuación de los tres Wailers juntos (Bob, Peter y Bunny).

## Créditos
- Bob Marley – cantante, guitarra rítmica
- Al Anderson – guitarra
- Tyrone Downie – teclados
- Aston "Family Man" Barrett – bajo
- Carlton Barrett – tambores
- Alvin "Seeco" Patterson – percusión
- I Threes (Rita Marley, Judy Mowatt, Marcia Griffiths) – coros

- Datos: Q935400